# Tschangtscha Hutuktu
| Tibetische Bezeichnung |
| --- |
| Tibetische Schrift: ལྕང་སྐྱ་ཧོ་ཐོག་ཐུ |
| Wylie-Transliteration: lcang skya ho thog thu |
| Offizielle Transkription der VRCh: Janggya Hutugtu |
| THDL-Transkription: Changkya Hutuktu |
| Andere Schreibweisen: Tschangtscha Hutuktu, lCang‑skya Khutukhtu, lCang-skya Qutughtu, Tschangtscha Huthuktu, Changcha Hutukhtu, Changkya Khutukhtu, Cangca Qutuqtu, Janggya Huthugtu, Jangkya Hutuktu, Jangjia Qutuqtu, Dzangjia Hothogtu, lCang skya Ho thog thu, Changgya Hutuktu;Changkya Hutukhtu |
| Chinesische Bezeichnung |
| Traditionell: 章嘉呼圖克圖 |
| Vereinfacht: 章嘉呼图克图, 章嘉活佛 |
| Pinyin:Zhāngjiā Hūtúkètú, Zhāngjiā huófó, Lcaṅ-skya Qutuγtu |

Tschangtscha Hutuktu ist der Titel eines der vier höchsten Lamas des tibetischen Buddhismus. Hutuktu ist die mongolische Bezeichnung für einen Lebenden Buddha. Die anderen hohen Lamas Tibets sind der Dalai Lama, der Penchen Lama, der Karmapa-Lama. Jebtsundamba Khutuktu (Bogdo Gegen) ist der höchste Lama der Mongolei. Der Titel wurde von den mandschurischen Kaisern der Qing-Dynastie verliehen. Es ist der höchste Lama in der Inneren Mongolei. Sein Sitz war das Huizong-Lamakloster.
Der zweite Tschangtscha-Lama (Ngawang Losang Chöden) war ein großer Schüler des fünften Dalai Lama. Kaiser Kangxi holte ihn 1701 nach Peking. Rölpe Dorje übte einen großen Einfluss auf Kaiser Qianlong aus.

## Liste derTschangtscha Hutuktu
1. um 1607–1641: Dragpa Öser
2. 1642–1714: Ngawang Losang Chöden
3. 1717–1786: Cangkya Rölpe Dorje
4. 1787–1846: Yeshe Tenpe Gyeltshen
5. 1849–1875: Yeshe Tenpe Nyima
6. 1878–1888: Lobsang Tendzin Gyeltshen
7. 1890–1957: Lobsang Pelden Tenpe Drönme

(Quellen:)

### Nachschlagewerke
- Cihai. Shanghai: Shanghai cishu chubanshe 2002; ISBN 7-5326-0839-5